# Abdulinskij rajon
L'Abdulinskij rajon (in russo Абдулинский район?) è un rajon dell'Oblast' di Orenburg, nella Russia europea; il capoluogo è Abdulino. Istituito nel 1934, ricopre una superficie di 1.700 chilometri quadrati e nel 2010 ospitava una popolazione di circa 32.000 abitanti.